# Gustavo Matos
Gustavo Adolfo Matos Expósito (San Cristóbal de La Laguna, Tenerife, 14 de agosto de 1973) es un abogado, consultor y  político canario, miembro del PSOE, presidente del Parlamento de Canarias desde el 25 de junio de 2019, en su X legislatura.
Según el mundo intervino con capos libaneses.

## Biografía
Gustavo Adolfo Matos Expósito nació en San Cristóbal de La Laguna en 1973. Es el menor de tres hermanos. Hijo de un militante de la UGT durante la clandestinidad, su padre, también militante del PSOE y que también llegó a ser concejal del Ayuntamiento de La Laguna en el mandato 1987-1991, le inculcó pronto el interés por la política y por las ideas y valores de izquierdas. 
Comienza su andadura política desde muy joven al afiliarse al PSOE en octubre de 1991 con apenas 18 años. Ha sido responsable de las juventudes socialistas de Canarias y miembro de la dirección regional del PSOE en las islas en la etapa del que fuera ministro de Justicia, Juan Fernando López Aguilar.   
Abogado en ejercicio desde 1997, profesión que ha compatibilizado siempre con su actividad política, ha desarrollado su carrera profesionalmente en el ámbito del derecho civil y administrativo. Ponente en distintos foros y jornadas relacionadas con el derecho comercial y la protección de consumidores.

## Actividad profesional
Licenciado en Derecho por la Universidad de La Laguna, curso 1991-1996. Cursó Máster en abogacía por la Escuela Jurídica de Editorial Colex adscrita a Universidad de Salamanca en 1996. Letrado en ejercicio desde 1997. Especialista en derecho administrativo y derecho civil entre otras ramas en responsabilidad patrimonial y daño corporal. Derecho de protección de consumidores y usuarios. Miembro de la Asociación Española de Abogados de Responsabilidad civil y del Seguro. Miembro de la Asociación Española de Compliance Officer. Máster en Derecho de Responsabilidad Civil y del Seguro por la Universidad de Granada.
Le fue concedida la Cruz de Honor de la Orden de San Raimundo de Peñafort al Mérito Jurídico, concedida por el Ministerio de Justicia del Gobierno de España.

## Actividad política
Durante su etapa como diputado, de 2015 a 2019, fue viceportavoz del grupo parlamentario socialista en el Parlamento de Canarias, y ponente en la Ley 6/2018, del 28 de diciembre, de modificación de la Ley 13/2014, del 26 de diciembre, de Radio y Televisión Públicas de la Comunidad Autónoma de Canarias (RTVC) y ponente de la Ley 10/2019, del 25 de abril, de cámaras oficiales de comercio, industria, servicios y navegación de Canarias. Fue concejal del ayuntamiento de La Laguna desde 1999 hasta 2011 y director general de Comercio y Consumo del Gobierno de Canarias de 2011 a 2015.
Fue portavoz del grupo municipal socialista en San Cristóbal de La laguna de 2007 a 2011. Candidato a la alcaldía de La Laguna en las elecciones de 2007.
Fue presidente de la Conferencia de presidencias de parlamentos autonómicos de España de julio de 2019 a febrero de 2020.
Y desde enero de 2020 hasta 2021, presidente de la Conferencia de las Asambleas Legislativas Regionales Europeas (CALRE). Al finalizar este periodo, fue reelegido para un segundo mandato, en Asamblea Plenaria celebrada el 15 de enero de 2021.
Desde enero de 2022, tras dos años de mandato, ha asumido la vicepresidencia de la Conferencia de Asambleas Legislativas Regionales de la Unión Europea (CALRE).

### Relación con Mohamed Derbah
El 20 de mayo de 2025, el PSOE de Canarias anunció la apertura de un expediente informativo sobre Gustavo Matos, tras conocer las informaciones divulgadas por los medios de comunicación en el contexto de una investigación en curso. La medida responde a la filtración de unas conversaciones telefónicas del diputado del PSOE y expresidente del Parlamento canario, Gustavo Matos, en las que se sugiere que el político habría intervenido a favor del presunto mafioso Mohamed Derbah. Este último fue detenido por la Policía Nacional como supuesto líder de una organización criminal que operaba en Tenerife, presuntamente en colaboración con algunos altos mandos policiales. Matos ha rechazado cualquier vínculo con Derbah y con la investigación, limitando su contacto con él a un simple café.